# Yarkhun
Yarkhun est une union council du district de Chitral dans la province de Khyber Pakhtunkhwa au Pakistan. 
Yarkhun tient son nom de la rivière éponyme